# Xã Kalamazoo, Michigan
Xã Kalamazoo (tiếng Anh: Kalamazoo Township) là một xã thuộc quận Kalamazoo, tiểu bang Michigan, Hoa Kỳ. Năm 2010, dân số của xã này là 21.918 người.